# Brecht Piersma
Brecht Piersma (* 5. Mai 2003 in Sneek) ist eine niederländische Beachvolleyballspielerin.

## Karriere

### Jugend und Junioren
Die junge Niederländerin bestritt sämtliche internationalen U20-Veranstaltungen mit ihrer Landsfrau Desy Poiesz. Die beiden Sportlerinnen steigerten sich kontinuierlich bei den Europameisterschaften. Waren sie 2020 noch im Achtelfinale von Brno gescheitert, standen sie im Folgejahr in der Runde der letzten acht und gewannen 2022 mit dem Erreichen des dritten Rangs ihre erste Medaille bei den Kontinentalwettkämpfen. Beide Wettkämpfe fanden im türkischen Izmir statt. In der Saison zuvor hatten sie außerdem an den Welttitelkämpfen der unter Neunzehnjährigen in Phuket teilgenommen. Ein geteilter neunter Platz war die Ausbeute. Wies Bekhuis und Brecht Piersma waren 2022 bei den U22 Em in ihrem Heimatland in Vlissingen am Start und wurden dort Vierte.

### Erwachsene
Mit ihrer Juniorenpartnerin Desy Poiesz startete Brecht Piersma in den ersten beiden Jahren ihrer Karriere bei den Erwachsenen in jedem Turnier und zwei Spielzeiten später gelegentlich. Die beiden standen 2019 bei nationalen Veranstaltungen zwei Mal im Achtelfinale, eine Saison später ging es schon drei Mal eine Runde weiter. Mit ihrer älteren Schwester Emma gewann die in der Provinz Friesland geborene Athletin 2021 zwei nationale Wettbewerbe und stand im Ein Stern Event Finale von Cortegaça. Wies Bekhuis und Brecht Piersma siegten 2022 bei drei weiteren niederländischen Turnieren und gewannen anschließend die Meisterschaft ihres Heimatlandes in Den Haag.  Im Januar 2023 erhielten sie die Goldmedaille beim King of the Court Finale des Vorjahres in Doha. Dies war gleichzeitig ihr erster Spitzenplatz bei einer Veranstaltung dieses Formats.
Vier Monate nach ihrem Erfolg bei der Landesmeisterschaft gewann Piersma mit ihrer neuen Partnerin Emi van Driel auch ihr erstes Future-Turnier, das ebenfalls in der Stadt des Parlaments- und Regierungssitzes der Niederlande stattfand. Im Mai 2023 siegten die beiden mit dem Nationalteam ihrer Heimat bei der Qualifikation zum CEV Beachvolleyball Nations Cup. Im Juli sicherten sie sich den niederländischen Meistertitel. Bei der Europameisterschaft 2023 in Wien erreichten sie Platz fünf. Im November siegten Desy Poiesz und Piersma bei der U21-Weltmeisterschaft in Roi Et. In der folgenden Saison standen die in Sneek geborene Sportlerin und Wies Bekhuis wieder auf der gleichen Seite des Netzes bei Veranstaltungen im Sand. Nach zwei gewonnenen Events der nationalen Beachserie sowie einem Sieg und einer Endspielteilnahme bei Futures in Spiez und Sveti Vlas konnten die Niederländerinnen gemeinsam mit Emi van Driel und Kirsten Bröring den Nations Cup 2024 für sich entscheiden und so ihrem Heimatland einen zweiten Startplatz bei den Olympischen Spielen in Paris sichern. Diesen nahm jedoch das Nederlands Olympisch Comité nicht wahr, da keine der vier Spielerinnen die nationalen Vorgaben für die Teilnahme erfüllte. Am Ende des Jahres erreichte Piersma ihr wertvollstes Resultat bis zu diesem Zeitpunkt, als sie und Noa Sonneville beim Challenge in Nuvali erst im Endspiel gestoppt werden konnten.